# Bamir Topi
Bamir Myrteza Topi (wym. [ba'miɾ 'tɔpi]ⓘ; ur. 24 kwietnia 1957 w Tiranie) – albański polityk i biolog, deputowany, w latach 1996–1997 minister rolnictwa, od 2007 do 2012 prezydent Albanii.

## Życiorys
Z wykształcenia biolog, ukończył studia na wydziale medycyny weterynaryjnej Uniwersytetu Rolniczego w Tiranie. Pracował jako toksykolog i farmakolog w okręgu Tirana. W latach 1987–1990 kształcił się we Włoszech w zakresie biologii molekularnej, uzyskując doktorat. Na początku lat 90. objął kierownictwo instytutu nauk weterynaryjnych i bezpieczeństwa żywności, z którym był zawodowo związany od 1984. Obok pracy badawczej prowadził również działalność akademicką, uzyskując w 1995 profesurę.
W 1996 uzyskał mandat poselski z ramienia Demokratycznej Partii Albanii. Od lipca 1996 do marca 1997 sprawował urząd ministra rolnictwa w rządzie Aleksandra Meksiego. Nie uzyskał w 1997 poselskiej reelekcji. Dołączył do gabinetu cieni, który utworzył Sali Berisha. W wyniku wyborów z 2001 i 2005 ponownie wybierany do Zgromadzenia Albanii, w 2001 objął funkcję wiceprzewodniczącego demokratów. Był też wiceprzewodniczącym i przewodniczącym frakcji poselskiej partii.
W marcu 2007 został kandydatem Demokratycznej Partii Albanii na prezydenta. W głosowaniu 8 lipca uzyskał 75 głosów w parlamencie (przy wymaganej większości 84 głosów); opozycja w większości zbojkotowała głosowanie. Druga tura głosowania z 10 lipca również nie przyniosła rozwiązania, uzyskał tym razem 74 głosy. W trzeciej rundzie z 14 lipca kandydaturę Bamira Topiego poparło 50 parlamentarzystów, podczas gdy na Neritana Cekę oddano 32 głosy.
Rozstrzygnięcie przyniosła dopiero czwarta tura głosowania z 20 lipca 2007, w której kandydat demokratów uzyskał poparcie 85 posłów (w tym pięciu deputowanych opozycyjnych socjalistów). Już po wyborze zadeklarował w szczególności poparcie dla integracji Albanii z NATO i Unią Europejską. 24 lipca oficjalnie objął urząd prezydenta, który sprawował do 24 lipca 2012. Zadeklarował wsparcie dla niepodległości Kosowa.
Od 2012 do 2021 pełnił funkcję przewodniczącego ugrupowania Fryma e Re Demokratike.
Wyróżniony tytułem honorowego obywatela Prisztiny oraz tytułem doktora honoris causa Uniwersytetu w Prisztinie.

## Życie prywatne
Bamir Topi jest żonaty z Teutą Topi, z którą ma dwie córki.

## Odznaczenia
- Wielki Order Króla Tomisława (Chorwacja, 2009)[9]